# 星野由美子 (ミュージシャン)
星野由美子（ほしの ゆみこ、生年月日非公開）は茨城県水戸市在住のジャズボーカリスト・ピアニスト。主に水戸と東京でライブ活動を行っている。後進の指導にも熱心で、読売文化センターほか茨城を中心に多くのボーカル教室を受け持っている。

## 略歴
- 茨城キリスト教大学卒業。
- 平成16年12月23日 新潟県中越地震チャリティライブエイドin水戸主催。

## 受賞歴
- 2002年 2002年日本ジャズヴォーカル賞新人賞ノミネート
- 2008年 ジャズワールド誌の日本ジャズヴォーカル賞・特別奨励賞を受賞。

## 作品
CD
- 「時空 -toki-」（2004年2月）TM Project:TMP-01
- 「I Love Ibaraki Vol.1」（2006年4月）Dynamite Records:DR-001
- 「Soleil ソレイユ」　（2013年12月） アスタエンタテイメント（ユニバーサルミュージック）POCE-3442 JAN4988005798947